# Dhuizon
Dhuizon település Franciaországban, Loir-et-Cher megyében. Lakosainak száma 1200 fő (2022. január 1.). Dhuizon Bauzy, Crouy-sur-Cosson, La Ferté-Saint-Cyr, Montrieux-en-Sologne, Neuvy, Thoury és Villeny községekkel határos.

## Népesség
A település népességének változása:
| Lakosok száma | 1063 | 1057 | 1100 | 1366 | 1269 | 1230 | 1233 | 1227 | 1214 | 1200 |
|               | 1968 | 1982 | 1990 | 2006 | 2013 | 2015 | 2017 | 2019 | 2020 | 2022 |